# مارغوت أباسكال
مارغوت أباسكال (بالفرنسية: Margot Abascal)‏ هي ممثلة ومخرجة ومغنية فرنسية. ولدت في 27 سبتمبر 1973 في نانت (فرنسا).

## فيلموغرافيا

### أفلام قصيرة
- 1989 : كلوريس لماكس بيرتو
- 1991 : مذكرات إريك سمر
- 1993 : البرتقال المر
- 1994 : مثل البارحة
- 1995 : ابن عرس
- 1997 : مشاهد السرير لفرانسوا أوزون
- 1997 : الواحد والآخر لمارتين ثوكوين.
- 1998 : قبلة وقوف السيارات
- 1999 : اليوم شاطئ فيليب لوباك ، سكالي / مارغو
- 2000 : اكتشاف
- 2001 : لا توجد قصص ! العنصرية في الحياة اليومية
- 2001 : الاسم الرمزي
- 2002 : صوت لونا لمارجوت أباسكال. مهرجان ترانسوسيكاليس رين
- 2003 : أصوات حول سيباستيان بيتبدر
- 2010 : حطام روي عريضة
- 2010 : حب الذات
- 2012 : إيجوسيستيم
- 2013 : فلوريدس
- 2019 : بوسور مارغو أباسكال
- 2020 : على طول النهر

### تلفزيون
- 1991 : جثث مع مجرفة
- 1993 : الأربعة تربح - الموسم 1، الحلقة 7 «خشب الأبنوس»
- 1994 ميجريت - الحلقة 17 "
- 1996 : عادل - الحلقة 4
- 1998 : نيستور بورما فيليب لاك - الحلقة «الفتح النبيل لنيستور ": ديان دي موبيرت
- 1999 : الحقيقة تلتزم - الحلقة «الألياف القاتلة»
- 2000 : غرفة النوم رقم 13
- 2000 : دوخة - الحلقة 31 «تذكر ": صوفي
- 2001 : مركز شرطة الباستيل - حلقة «العد التنازلي»
- 2002 : امرأة شريفة - الموسم السادس، الحلقة 1
- 2002 : مقهى الكاميرا، الحلقة «لوديفين»
- 2003 : جوزفين ، الملاك الحارس - الموسم 7، الحلقة 4
- 2005 : الجريمة ' - الموسم 7، الحلقة 8 و 9 من إخراج
- 2005 : لورا باركر - حلقة «لعبة مزدوجة»
- 2006 : المنقذ جيوردانو - الموسم 6، الحلقة 1
- 2007 : هيئة المحلفين برتراند أرثويز: فلورنس فيلان
- 2007 : سيدة بار: المرأة الفرنسية
- 2011 : شارع المحقق
- 2011 : براكو - الموسم الثاني
- 2012 : قسم البحث: إيريك لو رو - «قسم النفاق» - ساندرين
- 2013 : شرطة RIS العلمية - الموسم الثامن، الحلقة 9، «سوء النية»

## روابط خارجية
- مارغوت أباسكال على موقع IMDb (الإنجليزية)
- مارغوت أباسكال على موقع ألو سيني (الفرنسية)
- مارغوت أباسكال على موقع أول موفي (الإنجليزية)
- مارغوت أباسكال على موقع قاعدة بيانات الأفلام السويدية (السويدية)
- مارغوت أباسكال على موقع ديسكوغز (الإنجليزية)
- مارغوت أباسكال على موقع قاعدة بيانات الفيلم (الإنجليزية)
- مارغوت أباسكال على موقع كينوبويسك (الروسية)